# Marchio E e marchio e

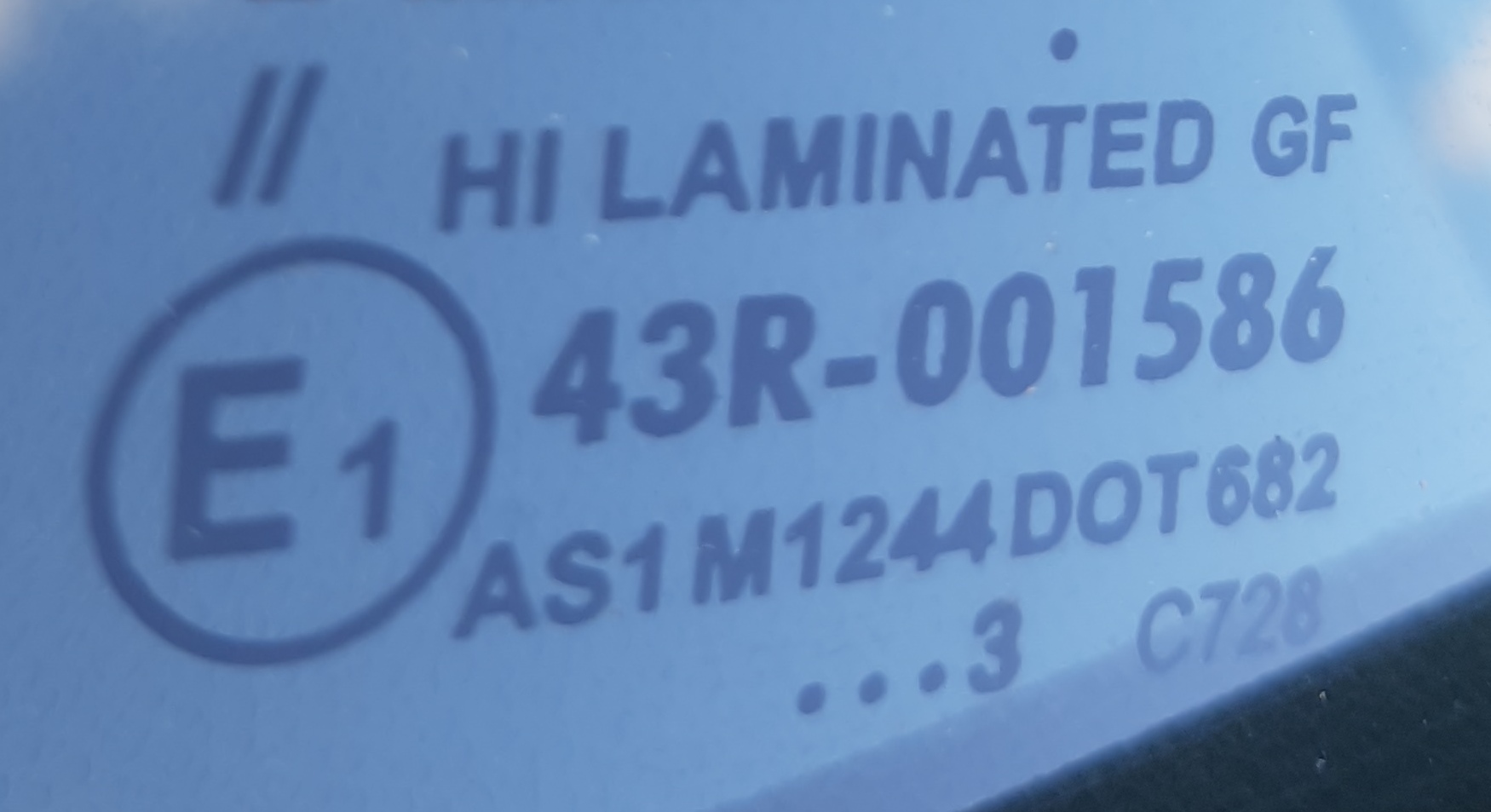
Marchio E1 sul parabrezza di un'autovettura.

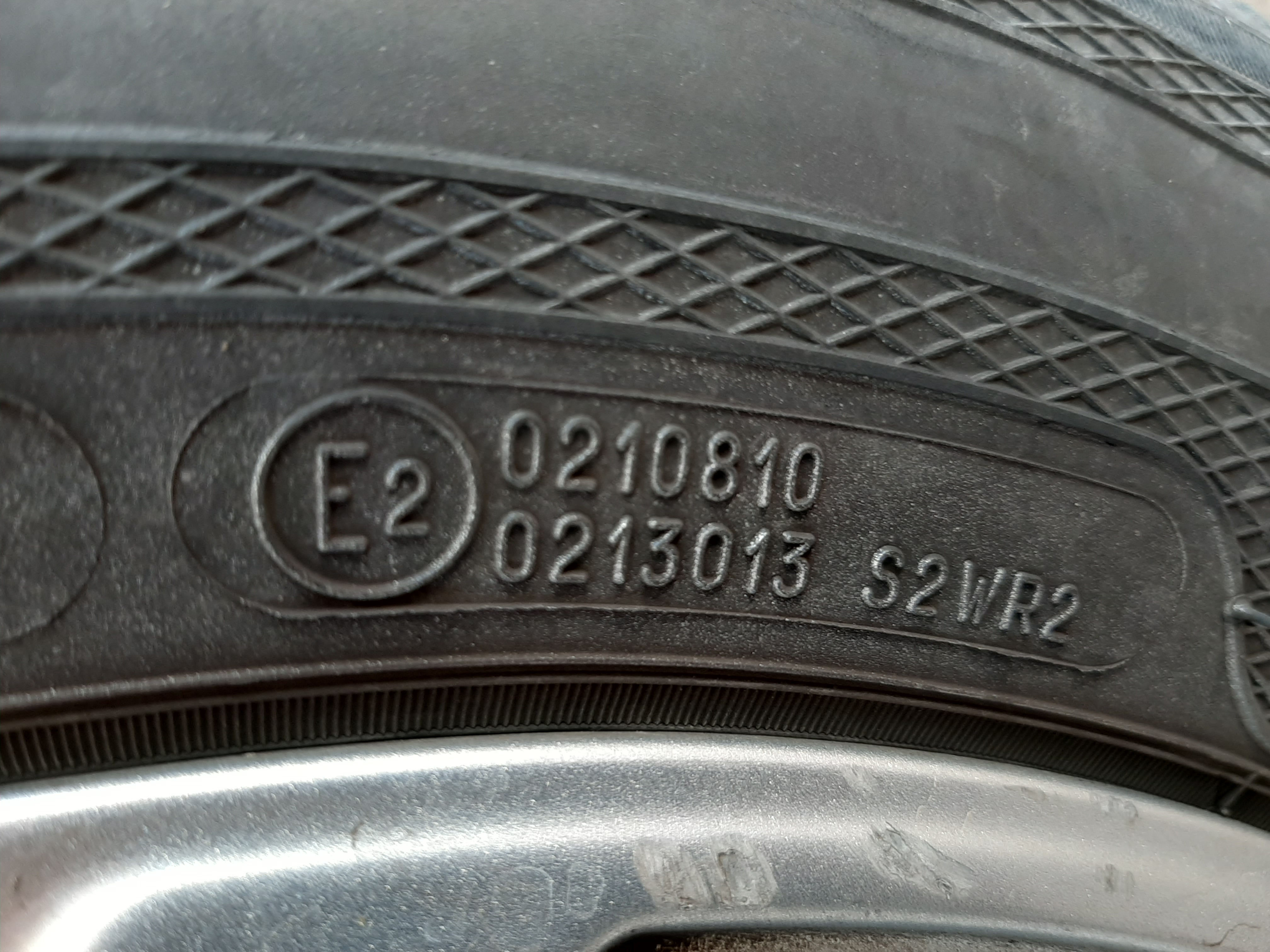
Marchio E2 su uno pneumatico di un'autovettura.

Il marchio E ed il marchio e sono due marchi europei di omologazione relativi ai veicoli o a componenti di veicoli (ivi compresi i ricambi) o ad accessori o attrezzature relativi a veicoli.
Il marchio E ed il marchio e sono apposti dal costruttore o produttore una volta che l’ente omologatore (o un ente pubblico preposto per legge oppure un organismo di certificazione accreditato e notificato - questo dipende dalla nazione e dal veicolo/prodotto) abbia concesso l’omologazione al termine della relativa procedura. Unitamente al marchio sono identificate altre informazioni codificate che designano: nazione nella quale è stato omologato il prodotto, riferimenti alla norma, numero di omologazione, altro.
Il marchio E si riferisce alla normazione ECE (a volte anche con sigla UN-ECE) ovvero al Comitato per l'Europa delle Nazioni Unite (ECE-ONU), quindi a paesi sia UE che europei ma extra UE oltre ad altre nazioni non europee che in sede ONU hanno aderito al comitato. Invece, il simbolo e è relativo a normazione UE (quindi direttive o regolamenti). Come accade spesso, le prescrizioni cogenti possono fare riferimento a norme tecniche specifiche (ISO/IEC, CEN/CENELEC, nazionali) in quanto questi documenti contengono i requisiti funzionali e prestazionali o di sicurezza che devono essere implementati e le relative procedure di prova.
Questi marchi consentono il mutuo riconoscimento, ovvero il prodotto è approvato anche nei paesi (aderenti ECE o UE) diversi da quello che ha concesso l’omologazione.
A volte, il marchio e è designato come "simbolo e", cioè si usa il termine "simbolo" invece che "marchio".

## Simbolo

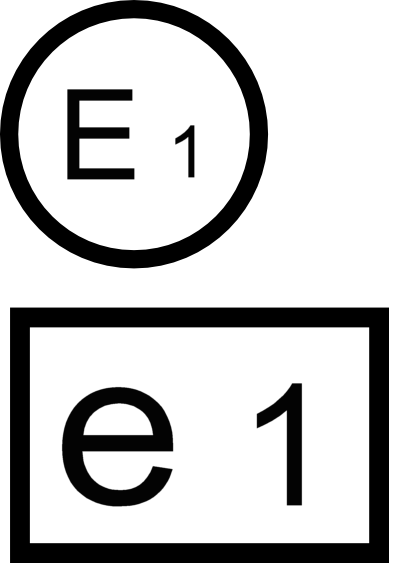
Simbolo "E1" e "e1". Il numero "1" è identificativo della Germania.

Il marchio E è simboleggiato dalla lettera maiuscola E, seguita da un numero (di dimensioni minori rispetto alla "E"), inseriti in un cerchio.
Il marchio e è simboleggiato dalla lettera minuscola e, seguita da un numero, inseriti in un rettangolo.
Il numero nei due marchi identifica il paese dove è stata svolta l'omologazione. Tali codici identificativi del paese sono elencati nella tabella seguente:
| Codice | Paese           |
| ------ | --------------- |
| 1      | Germania        |
| 2      | Francia         |
| 3      | Italia          |
| 4      | Paesi Bassi     |
| 5      | Svezia          |
| 6      | Belgio          |
| 7      | Ungheria        |
| 8      | Repubblica Ceca |
| 9      | Spagna          |
| 10     | Serbia          |
| 11     | Regno Unito     |
| 12     | Austria         |
| 13     | Lussemburgo     |
| 14     | Svizzera        |
| 16     | Norvegia        |
| 17     | Finlandia       |
| 18     | Danimarca       |
| 19     | Romania         |
| 20     | Polonia         |

| Codice | Paese              |
| ------ | ------------------ |
| 21     | Portogallo         |
| 22     | Russia             |
| 23     | Grecia             |
| 24     | Irlanda            |
| 25     | Croazia            |
| 26     | Slovenia           |
| 27     | Slovacchia         |
| 28     | Bielorussia        |
| 29     | Estonia            |
| 30     | Moldavia           |
| 31     | Bosnia-Erzegovina  |
| 32     | Lettonia           |
| 34     | Bulgaria           |
| 35     | Kazakistan         |
| 36     | Lituania           |
| 37     | Turchia            |
| 39     | Azerbaijan         |
| 40     | Macedonia del Nord |
| 42     | Comunità Europea   |

| Codice | Paese         |
| ------ | ------------- |
| 43     | Giappone      |
| 45     | Australia     |
| 46     | Ucraina       |
| 47     | Sudafrica     |
| 48     | Nuova Zelanda |
| 49     | Cipro         |
| 50     | Malta         |
| 51     | Corea del Sud |
| 52     | Malaysia      |
| 53     | Thailandia    |
| 54     | Albania       |
| 55     | Armenia       |
| 56     | Montenegro    |
| 57     | San Marino    |
| 58     | Tunisia       |
| 60     | Georgia       |
| 62     | Egitto        |
| 63     | Nigeria       |

In alcuni casi assieme al marchio E e al marchio e si può trovare anche il riferimento UN, che significa che si tratta di una prescrizione di un comitato che fa parte dell'ONU (sigla UN in inglese), non attinente con il marchio E e il marchio e.

## Standard
Le norme tecniche relative all'omologazione (e quindi all'apposizione del marchio E o del marchio e), richiamate o meno da direttive o regolamenti UE, sono numerosissime dato che sono molte le applicazioni (ad esempio: i tantissimi particolari montati su un’automobile o su un motociclo, le diverse tipologie di veicoli, la gamma di accessori sempre più vasta, le molte attrezzature usate nel mondo dei veicoli, ecc.).

## Differenze e analogie con la marcatura CE
Tali marchi non vanno confusi con il marchio marchio CE che, pur riguardando l'UE, copre una vasta gamma di prodotti e concerne la sicurezza di tali prodotti, mentre i marchi E ed e sono specifici solo per i veicoli e non riguardano solo la sicurezza del prodotto.
Inoltre, a differenza della marcatura CE, i marchi E non sono mai in regime di auto-attestazione da parte del costruttore/produttore, ma richiedono sempre la partecipazione di un ente terzo, autorizzato, approvatore (che, a parte gli aspetti burocratico-amministrativi, si concretizza in un laboratorio prove o taratura).